# Strinda
Strinda er en tidligere kommune i Sør-Trøndelag. Malvik kommune blev udskilt fra Strinda i 1891, de resterende dele blev indlemmet i Trondheim kommune i 1964. Strinda havde på den tid omkring 44.500 indbyggere.
Strinda omfattet før indlemmelsen områderne fra grænsen til Byneset ved Flakk østover til Ranheim ved grænsen til Malvik. I syd grænsede den mod Leinstrand ved Granåsen og hele Jonsvatnet lå i Strinda. Trondheim kommune udgjorde bare selve halvøen med byen. Ved flere udvidelser overgik store områder til Trondheim, noget som førte til at grænsen gik på kryds og tværs igennem boligområderne. Strinda lignede på mange måder Aker kommune rundt Oslo, som også var et stort herred som omsluttede en by. Johan Dahle var kommunens sidste ordfører.